# FC Spartak Trnava
FC Spartak Trnava (slovakisk udtale: [ˈspartak ˈtr̩naʋa]) er en slovakisk professionel fodboldklub med base i Trnava. Historisk set er det en af de mest succesrige klubber i landet, efter at have vundet den tjekkoslovakiske første liga fem gange og den tjekkoslovakiske cup ved fire lejligheder og nået semifinalen i Europa Cuppen én gang og kvartfinalen to gange. For nylig vandt klubben den slovakiske ligatitel i 2018 samt den slovakiske pokal i 2019 og 2022.

## Historie
Klubben blev grundlagt den 30. maj 1923 ved sammenlægningen af Šk Čechie og ČšŠk til TSS Trnava. Efter en kommunistisk magtovertagelse blev det tilknyttet metalindustrien og blev omdøbt til TJ Kovosmalt ("Metal-emalje").